# Véronne
Véronne är en kommun i departementet Drôme i regionen Auvergne-Rhône-Alpes i sydöstra Frankrike. Kommunen ligger i kantonen Saillans som tillhör arrondissementet Die. År 2022 hade Véronne 38 invånare.

## Befolkningsutveckling
Antalet invånare i kommunen Véronne
Referens:INSEE